# Catherine Pellen
Catherine Pellen, född 4 december 1956, är en fransk bågskytt. Hon deltog vid olympiska sommarspelen 1988.